# 안성 봉업사지 오층석탑
안성 봉업사지 오층석탑(安城 奉業寺址 五層石塔)은 대한민국 경기도 안성시, 봉업사지에 있는 고려시대의 석탑이다. 1966년 2월 28일 대한민국의 보물 제435호로 지정되었다.
고려 시대의 큰 사찰이었던 봉업사가 있던 이 곳은, 조선시대에 폐사되었으나 명문이 있는 유물이 대량으로 출토되어 그 연혁을 알 수 있다. 이곳에 있는 탑은 그 높이가 6m로 여러장의 크고 넓적한 돌로 지대석을 만들고 그 위에 단층 기단을 두고 위에 5층 탑신을 올렸다.
이 탑의 기단을 이루는 석재에는 모서리기둥이 희미하게 남아 있다. 탑몸돌과 지붕돌은 각각 하나의 석재로 이루어졌으며, 1층 탑몸돌의 남쪽 면에는 작은 감실을 만들어 두었다.
지붕돌은 앏으면서 각 층마다 5단의 지붕받침이 표현되어 있으며, 낙수면의 경사는 완만하여 편평한 느낌을 준다.
기단부가 둔중한 점, 1층 탑신이 다른 층에 비해 유난히 높은 점 등에서 고려 시대 석탑의 특성을 잘 나타내고 있다.

## 같이 보기
- 안성 죽산리 당간지주 - 경기도 유형문화재 제89호

## 참고 자료
- 안성 봉업사지 오층석탑 - 국가유산청 국가유산포털